# Vitesse maximale aérobie
 (janvier 2009).
Si vous disposez d'ouvrages ou d'articles de référence ou si vous connaissez des sites web de qualité traitant du thème abordé ici, merci de compléter l'article en donnant les références utiles à sa vérifiabilité et en les liant à la section « Notes et références ».
La vitesse maximale aérobie, en abrégé VMA, est la vitesse de course à pied à partir de laquelle une personne consomme le maximum d'oxygène, c'est-à-dire atteint le VO2Max. En dessous de cette limite, la consommation d'oxygène croît avec l'intensité de l'effort et la plupart de l'énergie provient du métabolisme aérobie. Au-delà, la consommation d'oxygène reste constante et la puissance supplémentaire est assurée par la filière anaérobie lactique.
La VMA est utilisée en sport, par exemple pour la course à pied. À sa VMA, un sportif peut tenir quatre à huit minutes. À ce rythme environ 85 % de l'énergie est produite par le métabolisme aérobie et 15 % provient de la filière anaérobie lactique. C'est la production de protons H+ par la filière anaérobie lactique qui diminue la capacité de contraction du muscle par acidose intracellulaire (acidification du milieu interne de la cellule musculaire) et trouble la contraction musculaire.

## Détermination de la VMA

### À partir de la consommation maximale d'oxygène VMA
Sur tapis roulant, la formule de Léger et Mercier permet de déduire la consommation d'oxygène {\displaystyle {\dot {V}}O_{2}} (en ml/kg/min) de la vitesse de course {\displaystyle V_{c}} (en km/h) :
{\displaystyle {\dot {V}}O_{2}=3,5\times {V_{c}}}

La {\displaystyle VO_{2}{max}} et la {\displaystyle VMA} d'un coureur sont donc reliées, en supposant une technique de course idéale :
{\displaystyle VMA={\frac {VO_{2}{max}}{3,5}}}
où la VMA est exprimée en km/h et la VO2max en ml/kg/min.
—
Dans la pratique, il est difficile d'obtenir la VO2max sans appareillage complexe, de sorte que la détermination se fait par des tests, de plus la VMA peut être inférieure à la prédiction en fonction de la technique.

### À partir d'un test de terrain
Un certain nombre de tests dit progressifs consistent à soutenir une vitesse croissante par paliers jusqu'à décrochement : la VMA s'estime alors à partir de la vitesse du dernier palier réalisé, après correction éventuelle d'un biais. La régularité de l'allure peut être assurée par un lièvre (cycliste) ou par un système de repères régulièrement espacés et d'un avertisseur sonore. Existent aussi le test du demi-cooper, qui consiste à parcourir la plus grande distance possible en 6 minutes à allure régulière, et ses variantes sur 3 à 8 minutes (selon le temps de soutien estimé de la VMA). S'utilise aussi un test ou une compétition réalisé sur une durée de l'ordre de 4 à 9 minutes, à savoir sur des distances allant de 1 500 mètres à 3 000 mètres selon le niveau de l'athlète.
Le test VMA de Astrand consiste en une course à allure continue de 3 minutes. À l'issue de la course on considère que la distance courue aurait été courue à allure VMA sur 3 minutes trente secondes. Une simple règle de trois suffit alors pour connaitre sa VMA : distance courue divisée par 210 secondes et multipliée par 3 600, divisée enfin par 1 000 pour obtenir une vitesse en kilomètres par heure (km/h).
| Test              | Allure      | Course                | Vitesse initiale | Paliers (durée ou distance) | Incrément de vitesse | Estimation de la VMA                                                    |
| ----------------- | ----------- | --------------------- | ---------------- | --------------------------- | -------------------- | ----------------------------------------------------------------------- |
| Luc-Léger         | progressive | continue              | VMA - 4 km/h     | 1 min                       | 0,5 km/h             | vitesse du dernier palier réalisé                                       |
| Léger-Boucher     | progressive | continue              | 8 km/h           | 2 min                       | 1,0 km/h             | vitesse dernier palier réalisé +0,5 km/h pour un palier réalisé aux 2/3 |
| Brue              | progressive | continue              | 8 km/h           | 30 s                        | 0,3 km/h             | vitesse du dernier palier réalisé                                       |
| Conconi           | progressive | continue              | 8 km/h           | 200 m                       | 0,5 km/h             | vitesse des 1200 dernier mètres                                         |
| Léger             | progressive | aller-retours (20 m)  | VMA - 4 km/h     | 1 min                       | 0,5 km/h             | fonction affine de la vitesse du dernier palier                         |
| G.Gacon 45-15     | progressive | intervalles 45 s-15 s | 8 km/h           | 1 min                       | 0,5 km/h             | vitesse du dernier palier réalisé                                       |
| demi-Cooper       | constante   | continue              | VMA              | 6 min                       | —                    | vitesse moyenne                                                         |
| VAMEVAL           | progressive | continue              | 8 km/h           | 1 min                       | 0,5 km/h             | vitesse du dernier palier réalisé                                       |
| 1 500 m à 3 000 m | constante   | continue              | VMA              | 4 à 9 min                   | —                    | vitesse moyenne                                                         |

La VMA peut aussi être déterminée à partir de résultats de compétitions [réf. nécessaire], par un nomogramme développé par Daniel Mercier[Qui ?].

## Histoire
En 1980, parallèlement à l’approfondissement du concept de seuil, apparaît celui de vitesse associée à la consommation maximale d’oxygène (alors notée vVO2 max, et qui correspond à ce que l'on appellera plus tard la Vitesse Maximale Aérobie) par l’école québécoise avec Luc Léger (1983) très prolixe dans le domaine de la physiologie appliquée au sport et à l’exercice, qui valide une méthode indirecte sur piste d’évaluation de la consommation maximale d’oxygène par l’équation :
VO2 max (ml.min-1.kg-1) = 3,5 vVO2 max (km/h).
Cette méthode a rendu accessible l’évaluation de la consommation maximale d’oxygène sur le terrain à des milliers d’athlètes et surtout d’écoliers (en particulier par le protocole dit de « navette » qui utilise un aller retour sur 20 m). Cette équation est fondée sur le même principe que celles de Pietro di Prampero :
vVO2 max (m.min-1) = VO2 max (ml.min-1.kg-1) / coût énergétique (ml.m-1.kg-1).
Dans la lignée de ces recherches, le terme « Vitesse Maximale Aérobie » proprement dit et son acronyme VMA apparaissent en 1985 dans la publication des résultats du test de Brue : « L'excellente adaptation cardio-vasculaire tout au long du test peut être contrôlée par l'élévation lente et très progressive de la fréquence cardiaque. La durée du test est de 15 à 25 minutes environ chez les sportifs selon leur spécialisation et leur aptitude individuelle. La participation du métabolisme anaérobie en fin d'épreuve reste donc faible et, par analogie avec la puissance mécanique, la vitesse maximale, tenue pendant 30 secondes, peut être appelée « Vitesse Maximale Aérobie », V max O2 ou V.M.A. » 

## Utilité
La VMA est une bonne indication de la performance qu'un sportif peut réaliser sur des épreuves de l'ordre de cinq à dix minutes, qui correspondent au demi-fond en course à pied. Pour des efforts plus longs comme la course de fond, la VMA permet d'avoir un ordre de grandeur de cette performance, avec une certaine incertitude dépendant de l'endurance du coureur. Pour des efforts de moins de cinq minutes comme le sprint, la VMA peut donner une indication avec une grosse marge d'erreur dépendant du métabolisme anaérobie lactique.
L'amélioration du VO2max et de la VMA est un objectif des sportifs en endurance (fond et demi-fond). C'est possible via des entraînements « fractionnés » ou « par intervalles » incluant une succession d'efforts intenses aux alentours de la VMA (95-110 %) et de courts repos (inférieurs à la durée de l'effort et calculés pour ne permettre qu'une récupération semi-complète).

## PMA
La puissance maximale aérobie (PMA) est la puissance développée par un individu pour atteindre la VMA. Ce paramètre est très utilisé en cyclisme car la VMA est un critère qui dépend de la vitesse de déplacement donc du terrain ainsi que du vent, et on ne peut pas l'utiliser en pratique. On utilise la PMA, mesurée avec un capteur de puissance.

## Seuil anaérobie
Le seuil anaérobie est le point à partir duquel le mode d'oxygénation change, c'est-à-dire qu'à ce niveau d'intensité, la filière anaérobie lactique commence à entrer dans la production d'énergie. Il est étroitement lié à la VMA (environ 85 % de celle-ci). Le recours au seuil anaérobie est plus précis pour des efforts de l'ordre de l'heure (contre-la-montre cycliste, semi-marathon).
La notion de seuil anaérobie est cependant sujette à controverse. Possédant différentes définitions (seuil ventilatoire, seuil lactate), sa détermination est également parfois difficile.

## Indice d'endurance
L'indice d'endurance (IE) révèle le niveau d'aptitude à courir longtemps à la même vitesse. Il est l'un des trois facteurs de la performance en course à pied avec la vitesse maximale aérobie et l'efficacité de la foulée. Deux coureurs ayant la même VMA, la même efficacité de foulée et à qui on demande de courir le plus longtemps possible à une vitesse donnée ne s’arrêteront pas au même moment. Le coureur ayant couru plus longtemps aura un meilleur indice d'endurance.

### Paramètres de calcul
L'indice d'endurance est déterminé en comparant deux performances en course sur deux distances différentes ou bien en comparant la VMA du coureur et une performance en course. La vitesse chute plus ou moins entre la course la plus courte et la plus longue.
L'IE peut se calculer par la formule suivante :
{\displaystyle IE={\frac {\%{\text{ de }}V\!M\!A{\text{ maintenu en course}}-100}{\ln \left({\text{ temps de course }}/6\right)}}}
soit avec Vc, Dc et Tc la vitesse de course, la distance de course et le temps de course :
{\displaystyle IE={\frac {100}{\ln {(T_{c}/6)}}}\times \left({\frac {V_{c}}{VMA}}-1\right)\qquad {\text{ soit encore}}\qquad IE={\frac {100}{\ln {(T_{c}/6)}}}\times \left({\frac {D_{c}}{T_{c}\times {VMA}}}-1\right)}
Application : course de 10 min (600 s)
- à 95% VMA : {\displaystyle \scriptstyle IE={\frac {100}{\ln {100}}}(.95-1)=-1,09}
- à 70% VMA : {\displaystyle \scriptstyle IE={\frac {100}{\ln {100}}}(.70-1)=-6.51}

Plus le résultat est proche de 0 plus l'athlète est endurant. Plus il est négatif et moins il est endurant.
L'indice d'endurance a toujours une valeur négative (pour autant que la vitesse de course soit inférieure à la VMA, ce qui devrait être vérifié lors d'une course d'endurance). On peut s'en souvenir en pensant qu'il indique la valeur d'une chute de performance. Un indice d'endurance élevée en valeur absolue indique ainsi une grande fatigabilité donc une aptitude médiocre à prolonger la course[réf. à confirmer],[réf. à confirmer],[réf. à confirmer].
| Indice d'endurance | Endurance   |
| ------------------ | ----------- |
| -12                | Très faible |
| -10                | Faible      |
| -8                 | Moyenne     |
| -6                 | Forte       |
| -4                 | Très forte  |